# Nhà hát múa rối Wrocław
Nhà hát múa rối Wrocław (hay còn gọi là Teatr Lalek) là một nhà hát ở Wrolaw, Ba Lan. Nó được đặt tại Quảng trường Nhà hát trong tòa nhà cũ của hiệp hội thương nhân, bên cạnh Vườn Phố cổ và nhà tắm công cộng.

## Lịch sử
Tòa nhà mang kiến trúc Tân Baroque được Blummer thiết kế lần đầu tiên vào năm 1892-1894, sau đó được mở rộng vào năm 1905-1909 theo thiết kế của Albert Grau. Nó được thành lập vào năm 1946, chủ yếu là một nhà hát giải trí dành cho trẻ em. Nhà hát này cũng là một điểm đến trong chuyến đi thăm các ngôi làng của Lower Silesia của chúng.
Những ngày này ngoài các buổi biểu diễn cho trẻ em, nó cũng tổ chức các chương trình cho người lớn. Kể từ tháng 9 năm 2007, Roberto Skolmowski là tổng giám đốc nghệ thuật của Nhà hát múa rối Wrocław.

## Hiện tại
Ngày nay, Nhà hát múa rối Wrocław là một trung tâm múa rối quan trọng của châu Âu. Vị trí của nó được xác nhận bởi nhiều giải thưởng và sự đánh giá cao, cũng như sự quan tâm ngày càng tăng của khán giả nước ngoài. Trong ba thập kỷ qua, Nhà hát múa rối đã thực hiện hơn 50 tour tại nhiều quốc gia châu Âu, như Đức, Phần Lan, Pháp, Ý, Hungry, Thụy Điển, Thụy Sĩ và Áo. Nhà hát cũng tham gia vào một số lễ hội ở Nhật Bản và cả Châu Mỹ.

## Tiết mục
Nhà hát múa rối có ba sân khấu độc lập bên trong: sân khấu lớn với 250 chỗ ngồi, sân khấu nhỏ với 80 chỗ ngồi và sân khấu trên lầu với 60 chỗ ngồi. Vào năm 2008, Nhà hát múa rối đã cho ra mắt "Bajkobus" (Xe buýt cổ tích), một sân khấu di động là phiên bản mini của tòa nhà nhà hát. Nó chứa hai cảnh rối riêng biệt, tạo ra khả năng dàn dựng không giới hạn. Nó cho phép hành động trong mọi loại môi trường - "Bajkobus" hoàn toàn độc lập về thiết bị kỹ thuật.
Năm 2009, nhà hát bắt đầu xây dựng sân khấu " Scena Nova", (Sân khấu mới), dành riêng cho khán giả trưởng thành.
Năm 2010, Ogród Staromiejski (Vườn phố cổ) nằm cạnh nhà hát đã được cải tạo. Kể từ đó, Nhà hát Múa rối đã tổ chức rất nhiều sự kiện trên "Scena Letnia" (Sân khấu mùa hè).